# Dennis Prager
Dennis Prager, född den 2 augusti 1948, är en amerikansk radiovärd, författare och offentlig talare. Han är känd för sina konservativa politiska och sociala värderingar och sin judiskt-kristna religiositet.